# Copșa Mică
Copșa Mică (Duits: Kleinkopisch, Hongaars: Kiskapus) is een Roemeense stad in het district Sibiu. De gemeente ligt in de vallei van de Târnava. De autoweg RN 14 loopt door de stad.
De stad is het bekendst van zijn status als een van de meest vervuilde gebieden van Europa. Dit werd veroorzaakt door twee fabrieken in het gebied: Carbosin, dat zwartsel produceert, en Sometra, een smeltoven. 
In 1935 werden in de streek ondergrondse gasreserves gevonden. Het bedrijf Carbosin maakte gebruik van het opgepompte methaangas om zwartsel voor de productie van verf en rubberen panden te maken. In 1939 kwam er ook de non-ferro-smelterij van Sonemin. Na de communistische machtsovername werden de bedrijven genationaliseerd en veranderde Sonemin in Sometra. Tot 80% van de beroepsbevolking werkte voor deze twee bedrijven. Er werd niet geïnvesteerd in de modernisering van de machines of in filtersystemen. Door de ongebreidelde uitstoot van roet en giftige metalen (lood, cadmium, zink) raakte de omgeving ernstig vervuild en kregen mensen en dieren gezondheidsklachten.
Na de val van het communisme daalde de werkgelegenheid sterk. Carbosin sloot de deuren in 1993 en 1700 werknemers verloren hun baan. Sometra ontsloeg in die periode 2400 werknemers. het bedrijf werd overgenomen door het Griekse Mytilineos en legde zich toe op de recyclage van batterijen. Anno 2023 werken er nog ongeveer 300 mensen voor het bedrijf. Volgens de website van de stad is de populatie 23% gedaald vanaf 1989, het jaar van de Roemeense Revolutie. Een groot deel van de arbeidsbevolking migreerde naar het buitenland.
Burgemeester Mihalache Tudor werd in 2005 verkozen en startte onder andere een programma van herbebossing om de milieuproblemen aan te pakken.